# 중앙형사재판소

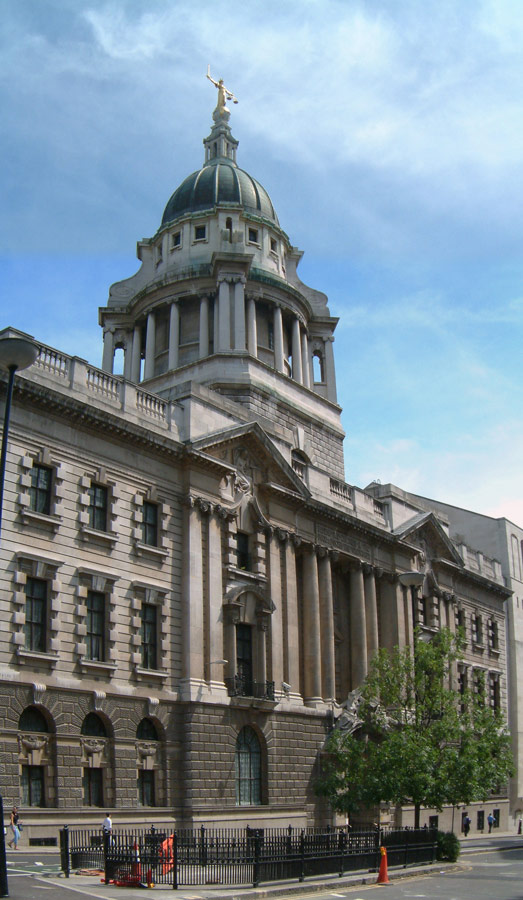
올드 베일리

중앙형사재판소(Central Criminal Court)는 흔히 올드 베일리(Old Bailey)라는 별명으로 더 유명한 영국의 런던 중심부에 있는 재판소 건물이다. 건물 꼭대기에 정의의 여신상이 있다.